# Miguel de Capriles
Miguel Angel de Capriles, född 30 november 1906 i Mexico City, död 24 maj 1981 i San Francisco, var en amerikansk fäktare.
Han blev olympisk bronsmedaljör i värja vid sommarspelen 1932 i Los Angeles.